# Melchior Grodziecki
Sfântul Melchior Grodziecki, născut în 1584 la Cieszyn (Silezia) și mort (decapitat) la 7 septembrie 1619 la Cașovia (pe atunci Kassa în Ungaria, astăzi Košice în Slovacia) a fost un preot iezuit polonez, misionar de campanie, și preot militar, în timpul Războiului de Treizeci de Ani. Torturat, apoi executat sumar pe motivul că îi susținea pe catolicii din  Cașovia, el este considerat martir al credinței și canonizat în 1995 de către papa Ioan Paul al II-lea. Este comemorat (împreună cu Ștefan Pongrácz și Marko Krizin), la 7 septembrie.

## Biografie

### Formarea și slujirea religioasă
Provenit din neamul castelanilor din Cieszyn, Melchior aparținea unei familii care a jucat un rol important în viața politică și religioasă a Sileziei și a Moraviei. Și-a făcut studiile secundare la colegiul iezuit de la Viena, unde în 1602 era membru al Reuniunii Mariane, o experiență care, după spusele sale, i-a produs o „mare bucurie”.  
A intrat în Societatea lui Isus la 22 mai 1603 și și-a făcut noviciatul la Brno (în Moravia) unde a legat prietenie cu acela care-i va fi  însoțitor la necazuri, Ștefan Pongrácz. Terminând noviciatul (1605), a predat la Brno și la Kłodzko (în Polonia) și a studiat retorica la České Budějovice (în Boemia). Apoi a predat din nou la (1608-1609) unde a dobândit, între altele, competențe în muzică. A continuat studii pregătitoare pentru preoție prin filosofie (1609-1611) și teologie (1612-1614) la Clementinum din Praga.
Hirotonit preot în 1614, și-a început predicarea în cehă și un timp a lucrat la Kopanina. În 1616 era prefect de studii la pensionatul studenților săraci, atașat la Colegiul Sfântul Clement din Praga: a lăsat amintirea unui bun profesor, iubindu-și elevii și aliind răbdarea cu competența. A format cu ei o corală cu orchestră. 
Când iezuiții au fost expulzați din Boemia și Moravia, în 1618 și 1619, el a fost trimis la colegiul din Humenné, astăzi în Slovacia.  Și-a făcut profesiune religioasă definitivă ca iezuit, la 26 iunie 1619. Puțin după aceea era preot militar al soldaților polonezi la Cașovia.

### Circumstanțele morții sale
În august 1619, principele Gabriel Bethlen al Transilvaniei (astăzi în România) se afla, cu trupele sale la porțile Debreținului (Ungaria). Primul care l-a salutat și i-a făcut jurăminte de credință a fost puternicul Gheorghe Rákóczi. Bethlen a intrat apoi în Cașovia. Consiliul municipal, dominat de calviniști, a adoptat o moțiune de predare. Soldații polonezi (catolici), aflați în serviciul împăratului Ferdinand al II-lea, s-au revoltat. Folosind drept pretext această rebeliune, armata calvinistă, aflată la ordinele lui Gabriel Bethlen, a comis numeroase exacțiuni contra catolicilor din Košice. 
Fiind absent din oraș, Melchior Grodziecki s-a reîntors în grabă la Košice, însoțit de Ștefan Pongrácz și de preotul croat Marko Krizin, pentru a-i susține pe catolici. Cei trei preoți au fost arestați la 3 septembrie 1619. Lăsați fără apă și fără mâncare mai multe zile, ei au fost torturați în mod sălbatic. S-a încercat să-i facă să renunțe la „religia tiranilor” (credința catolică a Habsburgilor). În final Melchior Grodziecki și Marko Krizin au murit decapitați, la 7 septembrie. Ștefan Pongrácz le-a supraviețuit vreo douăzeci de ore, decedând din cauza rănilor suferite, la 8 septembrie.

## Venerarea și canonizarea
Chiar protestanții din Košice au fost șocați: preoții, cunoscuți pentru amabilitatea lor, nu meritau un asemenea tratament barbar. Vestea martirajului lor s-a răspândit în toată țara. Cedând numeroaselor cereri care i-au fost adresate, principele ardelean Gabriel Bethlen a acceptat să le fie acordată o înmormântare demnă. (În 1636 corpurile celor trei martiri au fost mutate Nagyszombat / Sâmbăta Mare, astăzi Trnava, în Slovacia). 
Un cult spontan s-a dezvoltat în Ungaria, Moravia și Silezia. Cardinalul Péter Pázmány a deschis o anchetă canonică. Ea s-a încheiat printr-o petiție oficială adesată papei Urban al VIII-lea în care se cerea ca venerarea publică a celor trei martiri să fie autorizată (1628). 
La 1 noiembrie 1904 Ștefan Pongrácz, Melchior Grodziecki și Marko Krizin au fost beatificați de către papa Pius al X-lea. Au fost canonizați, la data de 2 iulie 1995, în timpul unei vizite pastorale făcute de papa Ioan Paul al II-lea, la Košice. Sunt comemorați liturgic la 7 septembrie.